# Copris punctatus
Copris punctatus là một loài bọ cánh cứng trong họ Bọ hung (Scarabaeidae).